# Alessandro Nova
Alessandro Ferruccio Nova (Milano, 15 maggio 1954) è uno storico dell'arte italiano, dal 2006 al 2023 direttore del Kunsthistorisches Institut in Florenz. Prima della sua nomina al KHI, è stato direttore esecutivo del Zentrum zur Erforschung der Frühen Neuzeit presso l'Università di Francoforte.

## Biografia
Figlio dell'ingegnere Edoardo Nova e di Maria Luisa Erba, ha studiato Lettere e Filosofia all'Università degli Studi di Milano e Storia dell'arte al Courtauld Institute of Art di Londra, dove si è addottorato nel 1982 con una tesi sulla committenza artistica di papa Giulio III. Nel 1986 ha conseguito un altro dottorato di ricerca presso l'Università di Milano: la sua dissertazione dottorale, una monografia su Girolamo Romanino, è stata pubblicata nel 1994. Dal 1986 al 1987 è stato borsista alla J. Paul Getty Foundation, nel 1989 presso la Alexander von Humboldt-Stiftung e tra il 1992 e il 1994 presso l'Institute of Advanced Studies di Princeton. Assistant professor alla Stanford University (1988-1994) e professore di Storia dell'arte rinascimentale all'Università di Francoforte (1994-2006), dove ora è professore onorario, nel 2006 è diventato direttore del Kunsthistorisches Institut in Florenz, di cui ora è emerito. Tra i riconoscimenti che ha ricevuto, la nomina all'Ordine al Merito della Repubblica Italiana (Grande Ufficiale all'ordine del Merito della Repubblica Italiana, 2005) e la nomina come membro onorario della fiorentina Accademia del Disegno (Accademico d'Onore, dal 2006).

## Studi
I suoi interessi di ricerca comprendono la storia dell'arte della prima Età moderna, l'arte del Manierismo, la teoria dell'arte del XVI secolo e l'opera di Leonardo da Vinci.

## Opere
- con Charles Hope: L'autobiografia di Benvenuto Cellini, Phaedon, Londra 1983.
- Michelangelo, l'architetto, Società di libri scientifici, Darmstadt 1984.
- Il patronato artistico di papa Giulio III (1550-1555). Immagini profane e edifici per la famiglia De Monte a Roma, Garland, New York 1988, ISBN 0-8240-0099-4.
- Girolamo Romanino, Allemandi, Torino 1994, ISBN 88-422-0521-4.
- con Mauro Lucco, Peter Humfrey (a cura di): Lorenzo Lotto a Recanati. "Nel cor profondo un amoroso affetto", Marsilio, Venezia 1998, ISBN 88-317-6976-6.
- con Klaus Krüger (a cura di): Immaginazione e realtà. Sulla relazione tra immagini mentali e reali nella prima arte moderna, Von Zabern, Mainz, ISBN 3-8053-2716-1.
- con Anna Schreurs (a cura di): Benvenuto Cellini: Art and Art Theory nel XVI secolo, Böhlau, Colonia / Weimar / Vienna 2003, ISBN 3-412-11002-7.
- Il libro del vento: rendere visibile l'invisibile, Pubblicazione d'arte tedesca, Monaco di Baviera / Berlino 2007, ISBN 978-3-422-06720-2.
- con Tanja Michalsky (a cura di): Vento e tempo. L'iconologia dell'atmosfera in Studi e Ricerche, Marsilio, Venezia 2009, ISBN 978-88-317-9925-6.
- con Cornelia Jöchner (a cura di): Platz und Territorium: la struttura urbana plasma gli spazi politici, Pubblicazione d'arte tedesca, Monaco di Baviera / Berlino 2010, ISBN 978-3-422-07005-9.
- con Katja Burzer, Charles Davis, Sabine Feser (a cura di): Le Vite del Vasari: Genesis, topoi, ricezione - The Vite Vasaris: Genesis, Topoi, Reception, Atti del convegno, 13-17 febbraio 2008, Firenze, Kunsthistorisches Institut, Max Planck Institute. Marsilio, Venezia 2010, ISBN 978-8-831-70829-6.
- con Domenico Laurenza (a cura di): Il mondo anatomico di Leonardo da Vinci. Lingua, contesto e disegno, Marsilio, Venezia 2011, ISBN 978-88-317-1080-0.
- con Joseph Connors tu. a. (Ed.): Desiderio da Settignano, Marsilio, Venezia 2011, ISBN 978-88-317-9554-8.
- con Golo Maurer (a cura di): Michelangelo e il linguaggio dei disegni di architettura, Marsilio, Venezia 2012, ISBN 978-88-317-1222-4.
- con Francesca Fiorani (a cura di): Leonardo da Vinci e ottica. Teoria e pratica pittorica, Marsilio, Venezia 2013, ISBN 978-88-317-1494-5.
- con Barbara Agosti, Silvia Ginzburg (a cura di): Giorgio Vasari e il cantiere delle vite del 1550, Marsilio, Venezia 2013, ISBN 978-88-317-1495-2.
- con Luigi Zangheri (a cura di): I mondi di Vasari. Accademia, lingua, religione, storia, teatro, Marsilio, Venezia 2013, ISBN 978-88-317-1762-5.
- Immagine / lingue. Arte e cultura visiva nel Rinascimento italiano, Wagenbach, Berlino 2014, ISBN 978-3-8031-2727-3.
- con Fabian Jonietz (a cura di): Vasari come paradigma. Ricevimento, critica, prospettive - Il paradigma del Vasari. Ricezione, critica, prospettive, Collana del Kunsthistorisches Institut di Firenze - Istituto Max Planck, File della conferenza, 14.-16. febbraio 2014, Firenze, Kunsthistorisches Institut, Max Planck Institute. Marsilio, Venezia 2016, ISBN 978-88-317-2661-0.